# Caroline Smith
Caroline Smith   (Cairo, 21 de juliol de 1906 - Las Vegas, 11 de novembre de 1994) va ser una saltadora estatunidenca que va competir durant la dècada de 1920.
El 1924 va prendre part en els Jocs Olímpics de París, on va disputar la prova de palanca des de 10 metres del programa de salts. En aquesta prova guanyà la medalla d'or, per davant de la seva compatriota Elizabeth Becker i Hjördis Töpel, que completaren el podi. El 1988 fou incorporada a l'International Swimming Hall of Fame.